# Bachelor in Paradise
 Bachelor in Paradise és una pel·lícula estatunidenca dirigida per Jack Arnold, estrenada el 1961.

## Argument
A.J. Nil és un provocatiu autor d'un best-seller sobre la vida d'un solter que descobreix que té un gran deute tributari. Va clandestinament sota l'àlies de "Jack Adams" a una comunitat suburbana de Califòrnia anomenada Paradise Village.
Nil és perseguit per una dona casada anomenada Dolores mentre s'enamora amb d'una divorciada, Rosemary, que li lloga la casa. Tothom va a parar als jutjats, on Nil revela públicament la seva identitat i els seus sentiments.

## Repartiment
- Bob Hope: Adam J. Niles
- Lana Turner: Rosemary Howard
- Janis Paige: Dolores Jynson
- Jim Hutton: Larry Delavane
- Don Porter: Thomas W. Jynson
- Virginia Grey: Camille Quinlaw
- Agnes Moorehead: Jutge Peterson
- Florence Sundstrom: Sra. Pickering
- John McGiver: Austin Palfrey
- Clinton Sundberg: Rodney Jones
- Alan Hewitt: Attorney Backett
- Reta Shaw: Sra. Brown

## Nominacions
- Oscar a la millor cançó original
- Globus d'Or al millor actor musical o còmic per Bob Hope